# Regiment de sanitat per al rei d'Aragó

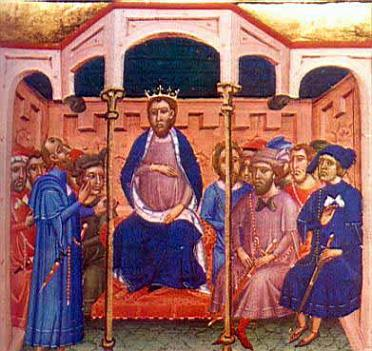
Jaume II d'Aragó

El Regiment de sanitat per al rei d'Aragó (en llatí Regimen sanitatis ad regem Aragonum) és una obra mèdica medieval de caràcter preventiu escrita en llatí per Arnau de Vilanova entre 1305 i 1308, en la qual s'establia un règim de vida sana per al rei Jaume II d'Aragó. Malgrat que estava destinat a una persona determinada, es va convertir en una de les obres més famoses d'aquest autor.

## Traduccions al català i a altres llengües

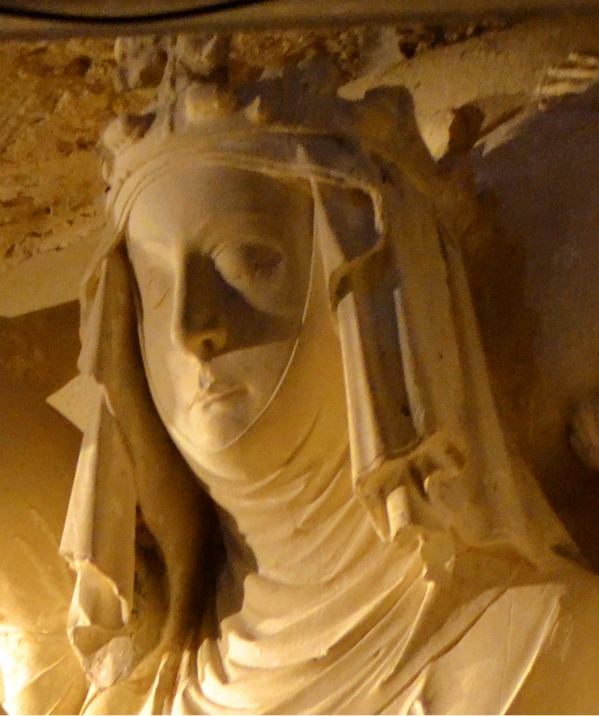
Blanca d'Anjou (Santes Creus)

Abans de 1310 va ser traduïda al català pel cirurgià major del rei Berenguer de Sarriera a instàncies de la reina Blanca d'Anjou. Poc després de fer-se l'obra original, és molt probable que se n'elaborés un abreujament en llatí, del qual derivaria un text conservat en català, fet per un anònim abans de vers 1326-1327.
Igualment, va ser traduït a l'hebreu (quatre traduccions, tres de les quals deriven de les catalanes), al francès (dues traduccions, una de les quals d'època moderna), a l'alemany, a l'italià (només el capítol sobre les hemorroides) i al castellà (moderna, de Jerónimo de Mondragón, 1610).

## Contingut
En aquesta obra, Arnau de Vilanova orientava el rei sobre què havia de menjar i com havia de viure per evitar problemes de salut i per lluitar contra els que ja tenia, com per exemple les hemorroides. Hi va incloure recomanacions higièniques sobre els factors que condicionaven la salut segons la medicina hipocraticogalènica: l'aire que es respira i el lloc on instal·lar la cort, l'exercici, el bany, l'alimentació, la beguda, el son i les emocions.
L'obra insisteix en el fet que l'abús del consum de carn no és saludable. En aquella època, la carn era un aliment apreciat, però molt car, de manera que molta gent no en menjava pràcticament mai i als estaments socials més privilegiats era consumida en quantitats exagerades. A causa d'això, els més rics sovint patien problemes de sobrepès, malalties cardiovasculars i hipertensió arterial.

## Edicions
El text original llatí ha estat objecte d'una edició filològica d'Anna Trias Teixidor (Barcelona 1994) i d'una edició historicomèdica al volum X.1 de la col·lecció "Arnaldi de Villanova Opera Medica Omnia" (AVOMO), que publica la Fundació Noguera i la Universitat de Barcelona, a càrrec de Luis García Ballester i Michael R. McVaugh, amb un extens estudi introductori de Pedro Gil Sotres, Juan Antonio Paniagua i Luis García Ballester.
La primerenca traducció catalana de Berenguer Sarriera fou editada el 1947 per Miquel Batllori, a partir d'un manuscrit conservat a la Biblioteca Nacional de España al qual li faltaven uns quants folis (ms. 10078). Dos anys més tard, Martí de Riquer en va donar a conèixer un segon manuscrit, llavors en una col·lecció particular, que era complet i que actualment és a la Biblioteca de Catalunya (ms. 1829). A partir d'aquests dos manuscrits i de l'original llatí, i de les aportacions sobre l'obra i l'autor aparegudes des de llavors, Antònia Carré n'ha elaborat una nova edició crítica publicada per la Universitat de Barcelona, que inclou també la traducció abreujada, la dels Aforismes de la memòria i algunes receptes atribuïdes al mateix Arnau de Vilanova.